# Peter Pokorný
Peter Pokorný (* 5. ledna 1945) je bývalý slovenský hokejový obránce.

## Hokejová kariéra
V československé lize hrál za Dukla Košice a TJ Gottwaldov. Za Gottwaldov odehrál 5 ligových sezón, nastoupil ve 108 ligových utkáních, dal 10 gólů a měl 6 asistencí.

## Klubové statistiky
| Sezona    | Klub          | Soutěž  | Základní část | Základní část | Základní část | Základní část | Základní část |
| Sezona    | Klub          | Soutěž  | Z             | G             | A             | B             | TM            |
| --------- | ------------- | ------- | ------------- | ------------- | ------------- | ------------- | ------------- |
| 1963/1964 | TJ Gottwaldov | 1. liga | 10            | 2             | 0             | 2             | 2             |
| 1964/1965 | Dukla Košice  | 1. liga | -             | -             | -             | -             | -             |
| 1965/1966 | Dukla Košice  | 1. liga | -             | -             | -             | -             | -             |
| 1966/1967 | TJ Gottwaldov | 1. liga | 15            | 1             | 0             | 1             | 0             |
| 1967/1968 | TJ Gottwaldov | 1. liga | 32            | 3             | 2             | 5             | -             |
| 1968/1969 | TJ Gottwaldov | 1. liga | 27            | 3             | 2             | 5             | -             |
| 1969/1970 | VSŽ Košice    | 1. liga | -             | -             | -             | -             | -             |
| 1970/1971 | VSŽ Košice    | 1. liga | -             | -             | -             | -             | -             |
| 1971/1972 | TJ Gottwaldov | 1. liga | 24            | 1             | 2             | 3             | -             |
| 1972/1973 | TJ Gottwaldov | 2. liga | 3             | -             | -             | -             | -             |